# Nazneen Contractor
Nazneen Contractor (Bombay, 26 agosto 1982) è un'attrice indiana naturalizzata canadese.

## Biografia
Discendente parsi, è cresciuta in Nigeria, studiando poi a Londra prima di trasferirsi con la famiglia a Toronto. In Canada ha frequentato la Etobicoke School of the Arts, studiando da attrice e ballerina, e l'Università di Toronto, dove ha conseguito un master in teatro, con major in psicologia e sociologia. Inizia la sua carriera da attrice a partire dal 2000, durante gli studi universitari, recitando in produzioni televisive e teatrali. Nel 2003 è protagonista di un adattamento teatrale di Pericle, principe di Tiro al Festival di Stratford.
Nel 2008 acquisisce notorietà interpretando Layla Hourani, uno dei personaggi principali della serie televisiva canadese The Border, mentre nel 2010 è Kayla Hassan nell'ottava stagione di 24.
Nel 2010 ha sposato l'attore Carlo Rota.

## Filmografia

### Cinema
- We R Friends, regia di Jaidev Chakraborty (2006)
- Thursday Market – cortometraggio (2008)
- Seance: The Summoning, regia di Alex Wright (2011)
- Into Darkness - Star Trek (Star Trek Into Darkness), regia di J. J. Abrams (2013)
- Verso la fine del mondo (Parts Per Billion), regia di Brian Horiuchi (2014)
- End of Justice - Nessuno è innocente (Roman J. Israel, Esq.), regia di Dan Gilroy (2017)
- Spiral - L'eredità di Saw (Spiral: From the Book of Saw), regia di Darren Lynn Bousman (2021)

### Televisione
- Starhunter – serie TV, episodio 1x04 (2000)
- Relic Hunter – serie TV, episodio 3x06 (2001)
- The Matthew Shepard Story – film TV, regia di Roger Spottiswoode (2002)
- Street Time – serie TV, 4 episodi (2002-2003)
- The Papdits – film TV, regia di Niall Downing (2006)
- Othello the Tragedy of the Moor – film TV, regia di Zaib Shaikh (2008)
- The Border – serie TV, 26 episodi (2008)
- Love Letters – film TV, regia di Tim Southam (2010)
- Le regole dell'amore (Rules of Engagement) – serie TV, 4 episodi (2010)
- 24 – serie TV, 21 episodi (2010)
- Lone Star – serie TV, episodio 1x01 (2010)
- The Paul Reiser Show – serie TV, 3 episodi (2011)
- Pegasus Vs. Chimera – film TV, regia di John Bradshaw (2012)
- XIII: The Series – serie TV, episodio 2x13 (2012)
- Last Resort – serie TV, episodio 1x09 (2012)
- Revenge – serie TV, episodi 3x09 e 3x12 (2013-2014)
- Bones – serie TV, episodio 9x16 (2014)
- Person of Interest – serie TV, episodio 3x18 (2014)
- Covert Affairs – serie TV, 12 episodi (2014)
- Scorpion – serie TV, episodio 1x14 (2015)
- Castle – serie TV, episodio 7x12 (2015)
- Stalker – serie TV, episodio 1x13 (2015)
- Dying Light – videogioco, voce (2015)
- Heroes Reborn – serie TV (2015)
- Ransom – serie TV, 39 episodi (2017-2019)
- Un anello per Natale (The Christmas Ring),  regia di Troy Scott – film TV (2020)
- Una settimana indimenticabile (A Winter Getaway), regia di Steven R. Monroe - film TV (2021)
- Per un calice d'amore (The Perfect Pairing), regia di Don McBrearty - film TV (2022)

## Doppiatrici italiane
Nelle versioni in italiano delle opere in cui ha recitato, Nazneen Contractor è stata doppiata da:
- Selvaggia Quattrini in The Border, Criminal Minds
- Mattea Serpelloni in Castle, Major Crimes
- Paola Majano in Una settimana indimenticabile
- Alessia Amendola in Streghe
- Elena Canone in Ransom
- Letizia Scifoni in 24
- Rossella Acerbo in Hawaii Five-0
- Deborah Ciccorelli in Per un calice d'amore